# Václav Stejskal
Václav Stejskal (28. září 1851 Liberk – 12. července 1934 Hostomice pod Brdy) byl český námořník, cestovatel, amatérský etnograf, mykolog a spisovatel.
Jako námořník rakousko-uherského loďstva se účastnil dalekých zámořských plaveb, ze kterých pořídil etnografické předměty následně věnované muzeím v Čechách. Své cestovatelské zážitky zachytil ve svých denících.

## Život

### Mládí
Narodil se v Liberku poblíž Rychnova nad Kněžnou v rodině nájemního mlynáře Josefa Stejskala a jeho ženy Marie, rozené Keprtové. Pocházel z početné rodiny. Vystudoval rychnovské gymnázium a následně odešel studovat námořní akademii do Puly při Jaderském moři. Roku 1871 se stal příslušníkem rakousko-uherského námořnictva. Pokračoval v kariérním postupu až do hodnosti lodního komisaře.

### Dálkové plavby
Roku 1881 se účastnil plavby na císařské jachtě S.M.S Miramare po Blízkém východě (Řecko, Palestina, Egypt, Sýrie). Roku 1886 se pak nalodil jakožto člen posádky korvety S.M.S. Aurora, vezoucí korunního prince Rudolfa Habsburského na poznávací cestu, na které absolvoval rok a půl trvající plavbu do Indie, Malajsie, Indonésie, Číny a Japonska. Na těchto cestách shromažďoval četné etnografické předměty (malby, sošky, hudební nástroje ad.), které po svém návratu roku 1888 daroval do sbírek několika, především pražských, muzeí, mj. Náprstkova či Českého průmyslového muzea v Praze.

### V Rakousku
Roku 1891 námořnictvo opustil a nadále působil jako účetní rada rakousko-uherského námořního ministerstva války ve Vídni. Při svém pobytu byl velmi aktivní v podpoře českého menšinového hnutí, podílel se mj. na zdejší české spolkové činnosti či zakládání knihoven v Dolních Rakousích.

### V Čechách
Po svém penzionování roku 1911 nebo 1912 se přestěhoval do středočeských Hostomic nedaleko Berouna, kde zakoupil prostornou vilu a zřídil zde muzeum s exponáty ze svých cest. Před rokem 1914 připravil etnografickou výstavu v Rychnově nad Kněžnou, nedaleko svého rodného Liberka.

### Mykologie
Byl rovněž aktivním mykologem. Jako první popsal druh hřibu posléze pojmenovaný Boletus Stejskalii.

### Úmrtí
Václav Stejskal zemřel 12. července 1934 v Hostomicích pod Brdy ve věku 82 let. Ve své závěti odkázal svou vilu v Hostomicích ve prospěch Národního muzea.
Celkový počet Stejskalem získaných předmětů se odhaduje přes 700 exponátů. Deníky z jeho cest zpracovala Helena Heroldová v publikaci Jitřenka pluje na východ.